# Трапезна Музею Ідей
Трапезна музею Ідей (Трапезна Ідей) — ресторан, що створений на базі Музею Ідей.
Кухня ресторану пропонує сто страв галицької кухні, що враховують традиції української кухні.
Посуд, що використовують у трапезній ручної роботи, виключно кераміка та скло.